# Oier Lazkano
Oier Lazkano López (Vitoria-Gasteiz, 7 november 1999) is een Spaans wegwielrenner die anno 2025 rijdt voor Red Bull-BORA-hansgrohe.

## Carrière
Lazkano werd in 2020 prof bij Caja Rural-Seguros RGA dat hem overhevelde uit de eigen opleidingsploeg. In zijn eerste profjaar won hij de derde etappe in de Ronde van Portugal.

## Palmares
2020
3e etappe Ronde van Portugal
2022
2e etappe Ronde van Wallonië
2023
1e etappe Boucles de la Mayenne
Eind- en jongerenklassement Boucles de la Mayenne
 Spaans kampioen op de weg, Elite
4e etappe Ronde van Burgos
2024
Clásica Jaén

## Resultaten in voornaamste wedstrijden
| Jaar | Ronde van Italië | Ronde van Frankrijk | Ronde van Spanje |
| ---- | ---------------- | ------------------- | ---------------- |
| 2020 |                  |                     |                  |
| 2021 |                  |                     | opgave           |
| 2022 | 98e              |                     |                  |
| 2023 |                  |                     | 81e              |
| 2024 |                  | 79e                 | 92e              |
| 2025 |                  |                     |                  |

| Jaar | Milaan-San Remo | Ronde van Vlaanderen | Parijs-Roubaix | Luik-Bast.‑Luik | Clásica San Sebastián | Parijs-Tours | Dwars door Vlaanderen |  | WK op de weg |
| ---- | --------------- | -------------------- | -------------- | --------------- | --------------------- | ------------ | --------------------- |  | ------------ |
| 2020 |                 |                      |                |                 |                       | 122e         |                       |  |              |
| 2021 |                 |                      |                |                 | 83e                   |              |                       |  |              |
| 2022 |                 |                      | 55e            | opgave          |                       |              |                       |  | opgave       |
| 2023 | 134e            | opgave               | 102e           |                 |                       |              | ↑                     |  |              |
| 2024 |                 | 73e                  | opgave         | 64e             |                       |              | 47e                   |  |              |
| 2025 |                 | opgave               | 117e           |                 |                       |              |                       |  |              |

## Ploegen
- 2020 –  Caja Rural-Seguros RGA
- 2021 –  Caja Rural-Seguros RGA
- 2022 –  Movistar Team
- 2023 –  Movistar Team
- 2024 –  Movistar Team
- 2025 –  Red Bull-BORA-hansgrohe

Aranburu · Arcas · Barta · Elosegui · Erviti · García · González · Hollmann · Izagirre · Jacobs · Jorgenson · Kanter · Lazkano · E. Mas · L. Mas · Mühlberger · Norsgaard · Oliveira · Pedrero · Rangel Costa · Rodríguez · Rojas · Rubio · Samitier · Serrano · Sosa · Torres · Valverde · Verona
Aranburu · Arcas · Barta · Erviti · García · Gaviria · González · Guerreiro · Hollmann · Izagirre · Jacobs · Jorgenson · Kanter · Lazkano · E. Mas · L. Mas · Mühlberger · Norsgaard · Oliveira · Pedrero · Rangel Costa · Rodríguez · Rojas · Romeo · Rubio · Samitier · Serrano · Sosa · Torres · Verona
Aranburu · Arcas · Barrenetxea · Barta · Canal · Cavagna · Cimolai · Formolo · García · Gaviria · Guerreiro · Jacobs · Lazkano · Mas · Milesi · Moro · Mühlberger · Norsgaard · Oliveira · Pedrero · Quintana · Rangel Costa (tot 19/8) · Romeo · Romo · Rubio · Samitier · Serrano · Sosa · Torres